# Magnus Sattler
Magnus Sattler OSB (* 14. Juni 1827 in Hinang, Sonthofen; † 28. Mai 1901 in Andechs) war ein deutscher Benediktiner, Klosteroberer und Ordenshistoriker.

## Leben
Johann Anton Sattler, Sohn eines Schumachers, studierte (nach dem Abitur in Kempten) ab 1847 Katholische Theologie in München, wo er Daniel Bonifaz von Haneberg zum Lehrer hatte, und ab 1849 am Priesterseminar in Dillingen an der Donau. Nach der Priesterweihe (1851) durch Bischof Peter von Richarz wirkte er in Murnau am Staffelsee, Pfronten und Waal (Rohrbach).
1853 scheiterte ein erster Versuch des Eintritts in die benediktinische Abtei St. Bonifaz (München) an der von Abt Paulus Birker geforderten Regelstrenge. Er wirkte in Markt Rettenbach und Roggenburg (Bayern), bis Birkers Nachfolger Haneberg, der Sattler bereits als Student kannte, 1856 den Eintritt ermöglichte. Am 5. März 1857 legte Sattler die Profess ab und erhielt den Ordensnamen Magnus (nach Magnus von Füssen, auch: St. Mang).
Von 1858 bis 1870 und von 1873 bis 1900 war Sattler Oberer (ab 1873 Prior) des Klosters Andechs, das er in diesen 40 Jahren zu erheblicher wirtschaftlicher Blüte brachte. Daneben veröffentlichte er ordenshistorische Forschungen, unter denen seine Geschichte der Universität Salzburg (von 1622 bis 1810) herausragt.
1891 wurde er Ehrenbürger der Gemeinde Erling.

## Werke
- Ein Mönchsleben aus der zweiten Hälfte des achtzehnten Jahrhunderts. Nach dem Tagebuche des P. Placidus Scharl OSB dargestellt. Manz, Regensburg 1868.
- Das Büchlein vom heiligen Berge Andechs. Auszug aus der Chronik des P. Magnus Sattler. Auer, Donauwörth 1876. 13. Auflage 1930.
- Chronik von Andechs. L. Auer, Donauwörth 1877.
- Kurze Geschichte der Benedictiner-Abtei von Altdorf.  E. Bauer, Straßburg 1887.
- Collectaneen-Blätter zur Geschichte der ehemaligen Benedictiner-Universität Salzburg. Kösel, Kempten 1890. Nachdruck unter dem Titel: Zur Geschichte der ehemaligen Benedictiner-Universität Salzburg. Hansebooks, Norderstedt 2017. (Rezension von Heinrich Kihn in: Theologische Quartalschrift 72, 1890, S. 659–661)
- (Hrsg.) Memoiren eines Obskuranten. Eine Selbstbiographie von Dr. Magnus Jocham. Nach dem Tode des Verfassers herausgegeben. Kösel, Kempten 1896.